# Leidschendam-Voorburg
Leidschendam-Voorburg este o comună în provincia Olanda de Sud, Țările de Jos. Comuna este numită după principalele localități: Leidschendam și Voorburg. Este situată la periferia orașului Haga.

## Localități componente
Leidschendam, Stompwijk, Voorburg.